# LMFAO
LMFAO là một bộ đôi song ca electro hop người Mỹ thành lập vào năm 2006 tại Los Angeles, California, bao gồm rapper đồng thời là DJs Redfoo (tên thật là Stefan Kendal Gordy, sinh 3 tháng 9 năm 1975) và SkyBlu (tên thật là Skyler Husten Gordy, sinh 23 tháng 8 năm 1986). Họ là con trai và cháu trai của nhà sáng lập hãng đĩa thu âm Motown Berry Gordy, và hai người có mối quan hệ cháu và chú. Âm nhạc của họ thống nhất 2 chủ đề chính là tiệc tùng và rượu chè, và nhóm thường tự cho phong cách âm nhạc của mình là "party rock". Cái tên LMFAO là một chữ viết tắt từ "Laughing My Fucking Ass Out" và được phát âm từng chữ một. Nhóm hiện đã tan rã.

## Đĩa nhạc
- Party Rock (2009)
- Sorry for Party Rocking (2011)

## Giải thưởng và đề cử
Hip-Hop Nation Awards
- (2010) Bài hát Rap của nhóm nhạc xuất sắc nhất – "La La La" – Đề cử
- (2010) Nghệ sĩ mới xuất sắc nhất – Đề cử

Grammy Award
- (2009) Album nhạc nhảy xuất sắc nhất – Party Rock – Đề cử